# Ковачиця
Ковачи́ця (болг. Ковачица) — село в Монтанській області Болгарії. Входить до складу общини Лом.

## Населення
За даними перепису населення 2011 року у селі проживали 1173 особи.
Національний склад населення села:
| Національність   | Кількість осіб | Відсоток |
| ---------------- | -------------- | -------- |
| болгари          | 1077           | 93,3%    |
| цигани           | 65             | 5,6%     |
| інша             | 10             | 0,9%     |
| Всього відповіли | 1154           |          |

Розподіл населення за віком у 2011 році:
Динаміка населення: